# Monique Collange
Pour les articles homonymes, voir Collange.
Monique Collange, née le 18 décembre 1946 à Clermont-Ferrand (Puy-de-Dôme), est une femme politique française.

## Détail des fonctions et des mandats
Mandat parlementaire
- 12 juin 1997 - 18 juin 2002 : Députée de la 4e circonscription du Tarn